# Pachyserica conspersa
Pachyserica conspersa är en skalbaggsart som beskrevs av Ahrens 2006. Pachyserica conspersa ingår i släktet Pachyserica och familjen Melolonthidae. Inga underarter finns listade i Catalogue of Life.